# Tomasz Bandrowski
Tomasz Bandrowski (født 18. september 1984 i Zabrze, Polen) er en polsk fodboldspiller (midtbanespiller). Han har blandt andet spillet en årrække hos Energie Cottbus i Tyskland samt hos Lech Poznan i hjemlandet.
Med Lech Poznań vandt Wilk i 2010 det polske mesterskab.

## Titler
- Ekstraklasa: 1
  - 2010 med Lech Poznań

- Polsk Pokalturnering: 1
  - 2009 med Lech Poznań

- Polsk Super Cuppen: 1
  - 2009 med Lech Poznań

## Landshold
Wilk nåede i sin tid som landsholdsspiller at spille 7 kampe for polske landshold, som han debuterede for den 6. september 2008 i en VM-kvalifikationskamp mod Slovenien.